# Mount Darwin (Antarktika)
Mount Darwin ist ein markanter, jedoch nur flach aufragender eisfreier Berg in der antarktischen Ross Dependency. Er ragt rund 8 km westsüdwestlich des Mount Bowers am Beginn des Beardmore-Gletschers in der Nähe des Polarplateaus auf. 
Entdeckt wurde der Berg durch Teilnehmer der Nimrod-Expedition (1907–1909) unter dem britischen Polarforscher Ernest Shackleton. Benannt ist er nach Leonard Darwin (1850–1943), damaliger Präsident der Royal Geographical Society.